# Hemimesothes
Hemimesothes is een monotypisch geslacht van kevers uit de familie van de klopkevers (Anobiidae).

## Soort
- Hemimesothes wendleri Español, 1967